# Esomus danricus
Esomus danricus és una espècie de peix cipriniforme de la família dels ciprínids.

## Morfologia
Els mascles poden assolir els 13 cm de longitud total.

## Distribució geogràfica
Es troba al Pakistan, l'Índia, el Nepal, Bangladesh, Afganistan, Sri Lanka i Myanmar.